# S-X (producer)
Samuel Andrew Gumbley (1992. augusztus 4. –), művésznevén S-X, brit énekes, dalszerző és producer. Producerként olyan előadókkal dolgozott együtt, mint Lil Wayne, Childish Gambino, Chance the Rapper, J. Cole, T.I., Meek Mill, Tyga, Nicki Minaj, Future és KSI. Childish Gambino 2013-as Because the Internet című albumán végzett munkájáért Grammy-jelölést kapott. Énekesként KSI Down Like That című dalán lett ismert, amely 10. helyig jutott a Brit kislemezlistán.

## Korai évek
Samuel Andrew Gumbley 1992. augusztus 4-én született Wolverhamptonban, Angliában. Hetedikes korában kezdett el dobolni és producerkedni. A wolverhamptoni Smestow School-ba járt, mielőtt egy osztályba járt volna Liam Payne-nel a City of Wolverhampton College-ban.

## Karrier
15 éves korában Gumbley elkészítette a Woo Riddim hangszeres dalt, amely két évvel később sikeres grime-alap lett, D Double E 2010-ben felhasznált Bad 2 Tha Bone című dalán. Ezt követően aláírt az Atlantic Records kiadóval.
2017 elején Gumbley elkezdte saját hangját használni alapjain, amellyel énekes és dalszerző is lett producersége mellett.
2018-ban nyitóelőadó volt Lily Allen észak-amerikai és európai No Shame Tour koncertturnéján.
2019. január 25-én kiadta Had Me, Lost Me kislemezét.
2019. július 4-én kiadta az Always Wrong dalt, mint az első kislemez a True Colours mixtape-ről. A Too Soon volt a második kislemeze. A True Colours 2019. szeptember 26-án jelent meg. Gumbley kislemezei sikernek örvendett, miután együtt dolgozott KSI-jal és a Sidemennel.
2019. november 8-án KSI kiadta Down Like That című kislemezét, amelynek Gumbley producere volt és közreműködött rajta, Rick Rosszal és Lil Baby-vel együtt. A dal első helyig jutott a brit iTunes-listán és tizedik lett a Brit kislemezlistán. 2020 februárjában a dal ezüst minősítést kapott a Brit Hanglemezgyártók Szövetségétől (BPI), miután 200 ezer példány kelt el belőle. 77. helyig jutott a kanadai Billboard Hot 100 slágerlistán, illetve 10-ig a Billboard Euro Digital Song Sales listán.
2019. december 15-én közreműködött a Sidemen The Gift kislemezén, amely 77. helyig jutott a Brit kislemezlistán.
2020. január 10-én Gumbley kiadta Neither Would I dalát, amely 45. helyig jutott a UK Singles Downloads Chart-on.
Gumbley szerezte a refrénjét és producere volt KSI Wake Up Call című dalának, amelyen közreműködött Trippie Redd. A dal 11. helyen debütált a Brit kislemezlistán. S-X executive producere volt KSI Dissimulation (2020) albumának, amely második helyig jutott a UK Albums Chart-on.
2020 júniusában szerepelt a Celebrity Gogglebox műsorban.
2020 májusában Gumbley leszerződött a Universal-lal, miután több nagy lemezkiadó és próbálta megszerezni aláírását. 2020. szeptember 18-án  kiadta első kislemezét a kiadóval, melynek címe Dangerous volt. A dal 31. helyig jutott a UK Singles Downloads Chart-on. Gumbley debütáló stúdióalbuma 2022-ben jelent meg.

## Magánélete
Gumbley a Wolverhampton Wanderers FC rajongója. 2019 óta a klub alapítványának, a Wolves Foundation nagykövete.

## Diszkográfia

### Előadóként

#### Stúdióalbumok
| Cím               | Részletek                                                    |
| ----------------- | ------------------------------------------------------------ |
| Things Change     | - Megjelent: 2022. július 29. - Kiadó: BMG Rights Management |
| Anywhere But Here | - Megjelent: 2023. december 15. - Kiadó: független           |

#### Mixtape-ek
| Cím                         | Részletek                                                                                      |
| --------------------------- | ---------------------------------------------------------------------------------------------- |
| Reasons                     | - Megjelent: 2018. március 30. - Kiadó: független - Formátum: digitális letöltés, streaming    |
| Temporary                   | - Megjelent: 2018. augusztus 24. - Kiadó: független - Formátum: digitális letöltés, streaming  |
| True Colours                | - Megjelent: 2019. szeptember 26. - Kiadó: független - Formátum: digitális letöltés, streaming |
| A Repeat Wouldn't Go a Miss | - Megjelent: 2021. augusztus 13. - Kiadó: RBC, BMG - Formátum: digitális letöltés, streaming   |

#### Középlemezek
| Cím                | Részletek                                                                                      |
| ------------------ | ---------------------------------------------------------------------------------------------- |
| Council Pop - EP   | - Megjelent: 2016. június 3. - Kiadó: független - Formátum: digitális letöltés, streaming      |
| House Clothes - EP | - Megjelent: 2017. szeptember 29. - Kiadó: független - Formátum: digitális letöltés, streaming |

#### Kislemezek

##### Előadóként
| Cím                                              | Év   | Slágerlista | Slágerlista | Slágerlista | Album                       |
| Cím                                              | Év   | UK Down     | UK Indie    | SCO         | Album                       |
| ------------------------------------------------ | ---- | ----------- | ----------- | ----------- | --------------------------- |
| Woooo                                            | 2010 | —           | —           | —           | nem jelent meg albumon      |
| Free At Last (Childish Gambino közreműködésével) | 2013 | —           | —           | —           | nem jelent meg albumon      |
| Voodoo                                           | 2015 | —           | —           | —           | nem jelent meg albumon      |
| No Shoes                                         | 2017 | —           | —           | —           | nem jelent meg albumon      |
| Wrong For You                                    | 2017 | —           | —           | —           | nem jelent meg albumon      |
| Show Me Love                                     | 2017 | —           | —           | —           | nem jelent meg albumon      |
| Tell You                                         | 2017 | —           | —           | —           | nem jelent meg albumon      |
| I Need You                                       | 2017 | —           | —           | —           | nem jelent meg albumon      |
| Plans                                            | 2017 | —           | —           | —           | nem jelent meg albumon      |
| Still I Get                                      | 2017 | —           | —           | —           | nem jelent meg albumon      |
| Everytime                                        | 2018 | —           | —           | —           | Reasons                     |
| Think It’s Me                                    | 2018 | —           | —           | —           | Reasons                     |
| Waste Time                                       | 2018 | —           | —           | —           | Reasons                     |
| Rain Now                                         | 2018 | —           | —           | —           | nem jelent meg albumon      |
| Had Me, Lost Me                                  | 2019 | —           | —           | —           | nem jelent meg albumon      |
| Pullin Up                                        | 2019 | —           | —           | —           | nem jelent meg albumon      |
| Always Wrong                                     | 2019 | —           | —           | —           | True Colours                |
| Too Soon                                         | 2019 | —           | —           | —           | True Colours                |
| Come Alive                                       | 2019 | —           | —           | —           | True Colours                |
| Neither Would I                                  | 2020 | 45          | 42          | 53          | nem jelent meg albumon      |
| Dangerous                                        | 2020 | 31          | 20          | 31          | A Repeat Wouldn’t Go a Miss |
| In Real Life                                     | 2020 | —           | —           | —           | A Repeat Wouldn’t Go a Miss |
| Distance (Mischa Mivel)                          | 2021 | —           | —           | —           | nem jelent meg albumon      |
| Feels So Good                                    | 2021 | —           | —           | —           | A Repeat Wouldn’t Go a Miss |
| Too Late in the Night                            | 2021 | —           | —           | —           | A Repeat Wouldn’t Go a Miss |
| Who We Are                                       | 2021 | —           | —           | —           | Things Change               |
| All Night                                        | 2022 | —           | —           | —           | Things Change               |
| Locked Out                                       | 2022 | —           | 5           | —           | Things Change               |
| It’s Over Now                                    | 2022 | —           | —           | —           | Things Change               |
| The Come Up                                      | 2022 | —           | —           | —           | nem jelent meg albumon      |
| For So Long                                      | 2023 | —           | —           | —           | Anywhere But Here           |
| Tried and Tried                                  | 2023 | —           | —           | —           | Anywhere But Here           |
| Time Heals                                       | 2023 | —           | —           | —           | Anywhere But Here           |
| Close to Me                                      | 2023 | —           | —           | —           | Anywhere But Here           |
| Feels                                            | 2023 | —           | —           | —           | Anywhere But Here           |
| Wasting Time                                     | 2023 | —           | —           | —           | Anywhere But Here           |
| Fading Away                                      | 2023 | —           | —           | —           | Anywhere But Here           |
| The Hard Way                                     | 2023 | —           | —           | —           | Anywhere But Here           |
| Answers                                          | 2023 | —           | —           | —           | Anywhere But Here           |
| Divided                                          | 2023 | —           | —           | —           | Anywhere But Here           |
| I’d Go (The Long Way)                            | 2024 | —           | —           | —           | Ismeretlen                  |
| Draw the Line                                    | 2024 | —           | —           | —           | Ismeretlen                  |

##### Közreműködő előadóként
| Cím                                              | Év   | Slágerlista | Slágerlista | Slágerlista | Slágerlista | Slágerlista | Slágerlista | Slágerlista | Slágerlista | Slágerlista | Minősítés    | Album                  |
| Cím                                              | Év   | UK          | UK HH/R&B   | UK Indie    | CAN         | EU          | IRE         | LIT         | NZ Hot      | SCO         | Minősítés    | Album                  |
| ------------------------------------------------ | ---- | ----------- | ----------- | ----------- | ----------- | ----------- | ----------- | ----------- | ----------- | ----------- | ------------ | ---------------------- |
| Down Like That (KSI, Rick Ross, Lil Baby és S-X) | 2019 | 10          | 3           | 1           | 77          | 10          | 26          | 87          | 10          | 9           | - BPI: Ezüst | Dissimulation          |
| The Gift (Sidemen és S-X)                        | 2019 | 77          | 40          | 11          | —           | —           | —           | —           | 27          | 26          |              | nem jelent meg albumon |

##### Vendégszereplések
| Cím                     | Év   | Más előadók   | Album                               |
| ----------------------- | ---- | ------------- | ----------------------------------- |
| Night to Remember       | 2020 | KSI, Randolph | Dissimulation (Deluxe Edition)      |
| Sleeping with the Enemy | 2021 | KSI           | All Over the Place                  |
| Know You                | 2021 | KSI, A1 x J1  | All Over the Place (Deluxe Edition) |

### Producerként
| Cím                                                                                | Év   | Előadó           | Szerep                                  | Minősítés    | Album                          |
| ---------------------------------------------------------------------------------- | ---- | ---------------- | --------------------------------------- | ------------ | ------------------------------ |
| Big (Chip közreműködésével)                                                        | 2011 | Skepta           | producer                                |              | Doin' It Again                 |
| Fuck Them                                                                          | 2012 | Dappy            | producer                                |              | Bad Intentions                 |
| I'm Coming (Tarzan Part 2)                                                         | 2012 | Dappy            | producer                                |              | Bad Intentions                 |
| My Crew (Skepta közreműködésével)                                                  | 2012 | Chip             | producer                                |              | London Boy                     |
| Hustle Gang (T.I. és Iggy Azalea közreműködésével)                                 | 2012 | Chip             | producer                                |              | London Boy                     |
| Official (Wretch 32, Blade Brown és Parker Ighile közreműködésével)                | 2012 | Chip             | producer                                |              | London Boy                     |
| Hold Ya Head                                                                       | 2013 | Kevin Gates      | producer                                |              | The Luca Brasi Story           |
| Tapout (Lil Wayne, Birdman, Mack Maine, Nicki Minaj és Future közreműködésével)    | 2013 | Rich Gang        | producer                                | - RIAA: Gold | Rich Gang                      |
| Fly Rich (Birdman, Stevie J, Future, Tyga, Meek Mill és Mystikal közreműködésével) | 2013 | Rich Gang        | producer                                |              | Rich Gang                      |
| No Bueno                                                                           | 2013 | Angel Haze       | producer                                |              | nem jelent meg albumon         |
| I. The Worst Guys (Chance the Rapper közreműködésével)                             | 2013 | Childish Gambino | producer                                |              | Because the Internet           |
| We Alright (Euro, Birdman és Lil Wayne közreműködésével)                           | 2014 | Young Money      | producer                                |              | Young Money: Rise of an Empire |
| Tina Turn Up Needs A Tune Up                                                       | 2014 | Lil Wayne        | producer                                |              | nem jelent meg albumon         |
| Mazinger (PJ közreműködésével)                                                     | 2014 | Lupe Fiasco      | producer                                |              | nem jelent meg albumon         |
| Fall                                                                               | 2015 | Lupe Fiasco      | producer                                |              | Tetsuo & Youth                 |
| Bookey                                                                             | 2015 | Chip             | producer                                |              | Believe & Achieve: Episode 2   |
| Gone Clear                                                                         | 2016 | Bugzy Malone     | producer                                |              | Facing Time                    |
| NGL (Ty Dolla $ign közreműködésével)                                               | 2017 | Lupe Fiasco      | producer                                |              | Drogas Light                   |
| We Don't Play                                                                      | 2017 | Bugzy Malone     | producer                                |              | King of the North              |
| Balance (Shakes közreműködésével)                                                  | 2017 | MC Quakez        | producer                                |              | nem jelent meg albumon         |
| Down Like That (Rick Ross, Lil Baby és S-X közreműködésével)                       | 2019 | KSI              | közreműködő előadó, dalszerző, producer | - BPI: Ezüst | Dissimulation                  |
| The Gift (S-X közreműködésével)                                                    | 2019 | Sidemen          | közreműködő előadó, dalszerző, producer |              | nem jelent meg albumon         |
| Paintings Freestyle                                                                | 2019 | Randolph         | producer                                |              | Going Clear                    |
| Wake Up Call (Trippie Redd közreműködésével)                                       | 2020 | KSI              | dalszerző, producer                     |              | Dissimulation                  |
| You Watch Me                                                                       | 2020 | Jme              | producer                                |              | Grime MC                       |
| Domain                                                                             | 2020 | KSI              | producer                                |              | Dissimulation                  |
| Complicated                                                                        | 2020 | KSI              | producer                                |              | Dissimulation                  |
| Night To Remember (KSI, Randolph és S-X közreműködésével)                          | 2020 | KSI              | közreműködő előadó, dalszerző, producer |              | Dissimulation                  |
| The Moment                                                                         | 2021 | KSI              | dalszerző, producer                     |              | All Over the Place             |
| Sleeping with the Enemy (S-X közreműködésével)                                     | 2021 | KSI              | közreműködő előadó, dalszerző, producer |              | All Over the Place             |
| A Repeat Wouldn't Go a Miss (teljes album)                                         | 2021 | S-X              | producer, fő előadó                     |              | A Repeat Wouldn't Go a Miss    |

## Filmográfia
| Év        | Cím                 | Adó       | Jegyzet                |
| --------- | ------------------- | --------- | ---------------------- |
| 2020      | BBC Breakfast       | BBC One   | Vendég; 1 epizód       |
| 2020      | The Playlist        | CBBC      | 4. évad; 25. epizód    |
| 2020–2021 | Celebrity Gogglebox | Channel 4 | 2. évad; 1–4. epizódok |
| 2020–2021 | Soccer AM           | Sky One   | Vendég; 3 epizód       |